# حلال آپروتیک قطبی
حلال آپروتیک قطبی (انگلیسی: Polar aprotic solvent) حلالی است که فاقد پروتون اسیدی بوده و قطبی است. چنین حلال‌هایی فاقد گروه‌های هیدروکسیل و آمین هستند. برخلاف حلال‌های پروتیک، این حلال‌ها به عنوان دهنده پروتون در پیوند هیدروژنی عمل نمی‌کنند، اگرچه می‌توانند پذیرنده پروتون باشند. بسیاری از حلال‌ها، از جمله کلروکربن‌ها و هیدروکربن‌ها، به‌عنوان حلال آپروتیک طبقه‌بندی می‌شوند، اما حلال‌های آپروتیک قطبی به دلیل توانایی آنها در انحلال نمک‌ها از اهمیت ویژه‌ای برخوردار هستند. روش‌هایی برای خالص‌سازی این حلال‌های رایج موجود است.
| حلال                 | فرمول شیمیایی | نقطه جوش     | گذردهی نسبی | چگالی        | ممان دوقطبی (D) | توضیحات                                                   |
| -------------------- | ------------- | ------------ | ----------- | ------------ | --------------- | --------------------------------------------------------- |
| حلال‌های آپروتیک قطبی |               |              |             |              |                 |                                                           |
| استون                | C3H6O         | ۵۶٫۰۵ °C     | ۲۱٫۸۳       | 0.7845 g/cm3 | ۲٫۹۱            | با اسیدها و بازهای قوی واکنش می‌دهد                        |
| استونیتریل           | CH3CN         | ۸۱٫۳–۸۲٫۱ °C | ۳۸٫۳        | ۰٫۷۷۶ g/cm3  | ۳٫۲۰            | با اسیدها و بازهای قوی واکنش می‌دهد                        |
| دی‌کلرومتان           | CH2Cl2        | ۳۹٫۶ °C      | ۹٫۰۸        | 1.3266 g/cm3 | ۱٫۶             | نقطه جوش کم                                               |
| دی‌متیل فرم‌آمید       | (CH3)2NCHO    | ۱۵۳ °C       | ۳۶٫۷        | ۰٫۹۵ g/cm3   | ۳٫۸۶            | با بازهای قوی واکنش نشان می‌دهد                            |
| دی‌متیل‌پروپیلن‌اوره    | (CH3)2C4H6N2O | ۲۴۶٫۵ °C     | ۳۶٫۱۲       | ۱٫۰۶۴ g/cm3  | ۴٫۲۳            | نقطه جوش بالا                                             |
| دی‌متیل سولفوکسید     | (CH3)2SO      | ۱۸۹ °C       | ۴۶٫۷        | ۱٫۱ g/cm3    | ۳٫۹۶            | با بازهای قوی واکنش نشان می‌دهد، خالص سازی آن دشوار است    |
| اتیل استات           | C4H8O2        | ۷۷٫۱۱°C      | ۶٫۰۲        | ۰٫۹۰۲ g/cm3  | ۱٫۸۸            | با بازهای قوی واکنش نشان می‌دهد                            |
| هگزامتیل‌فسفرآمید     | [(CH3)2N]3PO  | ۲۳۲٫۵ °C     | ۲۹٫۶        | ۱٫۰۳ g/cm3   | ۵٫۳۸            | نقطه جوش بالا، سمیت بالا                                  |
| پیریدین              | C5H5N         | ۱۱۵ °C       | ۱۳٫۳        | ۰٫۹۸۲ g/cm3  | ۲٫۲۲            | با اسیدهای پروتیک و لوئیس واکنش می‌دهد                     |
| سولفولان             | C4H8SO2       | ۲۸۶ °C       | ?           | ۱٫۲۷ g/cm3   | ۴٫۸             | نقطه جوش بالا                                             |
| تتراهیدروفوران       | C4H8O         | ۶۶ °C        | ۷٫۶         | ۰٫۸۸۷ g/cm3  | ۱٫۷۵            | در حضور اسیدهای پروتیک قوی و اسیدهای لوئیس پلیمریزه می‌شود |